# Station Oleby
Station Oleby is een spoorwegstation aan de Frykdalsbanan in de Zweedse plaats Oleby. De treinen van Värmlandstrafik stoppen maar enkele keren per dag op dit station.

## Treinverbindingen
| Serie | Treinsoort       | Route                                            | Bijzonderheden                                                                    |
| ----- | ---------------- | ------------------------------------------------ | --------------------------------------------------------------------------------- |
| 74    | Stoptrein (VTAB) | Karlstad – Kil – Sunne – Lysvik – Oleby – Torsby | Enkele treinen tot Sunne. Stopt beperkt op de haltes Trångstad, Kolsnäs en Oleby. |